# Lijst van voetbalinterlands Duitsland - Koeweit
Deze lijst van voetbalinterlands is een overzicht van alle officiële voetbalwedstrijden tussen de nationale teams van Duitsland en Koeweit. De landen speelden tot op heden een keer tegen elkaar. Dat was een vriendschappelijke wedstrijd op 9 mei 2002 in Freiburg. Voor het Duitse voetbalelftal was dit een oefenwedstrijd in de voorbereiding op het Wereldkampioenschap voetbal 2002.

## Wedstrijden
| № | Plaats   | Datum      | Competitie        | Wedstrijd           | Uitslag |
| - | -------- | ---------- | ----------------- | ------------------- | ------- |
| 1 | Freiburg | 9 mei 2002 | Vriendschappelijk | Duitsland – Koeweit | 7 – 0   |

## Samenvatting
| Competitie        | Totaal gespeeld | Winst Duitsland | Gelijk | Winst Koeweit | Doelsaldo Duitsland – Koeweit |
| ----------------- | --------------- | --------------- | ------ | ------------- | ----------------------------- |
| Vriendschappelijk | 1               | 1               | 0      | 0             | 7 − 0                         |
| Totaal            | 1               | 1               | 0      | 0             | 7 − 0                         |

Wedstrijden bepaald door strafschoppen worden, in lijn met de FIFA, als een gelijkspel gerekend.

## Details

### Eerste ontmoeting
De eerste ontmoeting tussen de nationale voetbalploegen van Duitsland en Koeweit vond plaats op 9 mei 2002. Het vriendschappelijke duel, bijgewoond door 22.000 toeschouwers, werd gespeeld in het Dreisamstadion in Freiburg, en stond onder leiding van scheidsrechter Karl-Erik Nilsson uit Zweden. Hij deelde vier gele kaarten uit. Bij Duitsland maakten vier spelers hun debuut voor de nationale ploeg: Fabian Ernst (Werder Bremen), Christian Rahn (FC St. Pauli), Paul Freier (VfL Bochum) en Daniel Bierofka (TSV München 1860).
| Vriendschappelijk (Freiburg, Duitsland, 9 mei 2002): |              | |
| Duitsland | 7 – 0        | Koeweit |
| Torsten Frings 10' Oliver Bierhoff 24' Sebastian Deisler 40' Oliver Bierhoff 43' (pen.) Sebastian Kehl 44' Oliver Bierhoff 71' Carsten Jancker 77'                                   | goals        | |
| Rudi Völler | bondscoach   | Radojko Avramović |
| Oliver Kahn Christoph Metzelder Thomas Linke Jens Jeremies Sebastian Kehl 66' Torsten Frings Christian Rahn Sebastian Deisler 62' Miroslav Klose Oliver Bierhoff 73' Carsten Jancker | opstellingen | Nawaf Al-Khalidi 66' Yousef Zayed Samir Al-Murta 87' Nohayr Al-Shammari Jamal Mubarak 64' Khalaf Al-Mutairi 89' Saleh Al-Buraiki Hamad Al-Tayar 46' Walid Ali Hussein 74' Mohammed Eissa 65' Faraj Saeid Nawaf Al-Khalidi |
| Paul Freier 62' Fabian Ernst 66' Daniel Bierofka 73' | wissels      | 46' Mohammed Al-Failakawi 64' Bader Najem 65' Mohammed Ajab 66' Khaled Jarallah 74' Sager Al-Antari 87' Mohammed Jarragh 89' Hakeem Jalab                                                                                 |
| Jens Jeremies 38' | gele kaarten | ??' Khalaf Al-Mutairi ??' Walid Ali Hussein ??' Bader Najem |